# Acer glabrum
Acer glabrum är en kinesträdsväxtart som beskrevs av John Torrey. Acer glabrum ingår i släktet lönnar och familjen kinesträdsväxter. Det svenska trivialnamnet klipplönn används för arten.
Denna lönn kan bli 9 till 10 meter hög och några exemplar är utformade som buske. De första frön utvecklas efter cirka 10 år och fröspridningen sker med hjälp av vinden. Flera olika fåglar och små däggdjur bygger sina bon i växten.
Arten förekommer i västra och centrala Nordamerika. Den hittas främst i Klippiga bergen men även i andra bergstrakter och i kulliga områden mellan 900 och 3300 meter över havet. Acer glabrum når i norr södra Alaska och i syd delstaten Chihuahua i norra Mexiko. Utbredningsområdet sträcker sig österut till Colorado och västra Nebraska. Acer glabrum ingår ofta i undervegetationen av lövfällande skogar. Den kan även växa i galleriskogar eller i skogar som domineras av barrträd.
Bränder kan skada begränsade populationer. Hela beståndet anses vara stort. IUCN listar Acer glabrum som livskraftig (LC).

## Underarter
Arten delas in i följande underarter:
- A. g. diffusum
- A. g. douglasii
- A. g. greenei
- A. g. neomexicanum
- A. g. siskiyouense
- A. g. torreyi